# Deesa
Deesa é uma cidade e um município no distrito de Banas Kantha, no estado indiano de Gujarat.

## Demografia
Segundo o censo de 2001, Deesa tinha uma população de 83 340 habitantes. Os indivíduos do sexo masculino constituem 53% da população e os do sexo feminino 47%. Deesa tem uma taxa de literacia de 61%, superior à média nacional de 59,5%: a literacia no sexo masculino é de 69% e no sexo feminino é de 52%. Em Deesa, 15% da população está abaixo dos 6 anos de idade.